# Conversa Acabada
Conversa Acabada (Portugiesisch für: Abgeschlossenes Gespräch) ist ein biografisches Filmdrama des portugiesischen Regisseurs João Botelho aus dem Jahr 1981.
Er ist die Verfilmung der Freundschaft der beiden Schriftsteller Fernando Pessoa und Mário de Sá-Carneiro ab 1912, deren Zusammentreffen großen Einfluss auf die Literatur hatte und auch die allgemeine kulturelle Entwicklung in Portugal beeinflusste.

## Inhalt
Anfang des 20. Jahrhunderts befindet sich Portugal in einer tiefen politischen Krise und einer gesellschaftlichen Richtungssuche, zwischen den Geburtswehen der Ersten Portugiesischen Republik und den chaotischen Nachwehen der untergegangenen, verfaulten Portugiesischen Monarchie.
Die beiden Dichterfreunde Pessoa und Sá-Carneiro verbindet ein tiefes gegenseitiges Verständnis und sie inspirieren sich zu einem jeweils eigenen, neuen Ausdruck. Der eine (Pessoa) durchbricht seine innere Einsamkeit durch seine vielen Heteronyme und verlängert dadurch seine Existenz, der andere (Sá-Carneiro) zerteilt und verkürzt dadurch seine körperliche Existenz in einem Rausch von Gedichten und Erzählungen.
Der Film beschäftigt sich mit ihren Texten, ihrer Freundschaft und mit dem Tod.

## Produktion
Die Außen- und Studioaufnahmen wurden zwischen Juni und August 1980 in Portugal gedreht, der Film wurde bis 1981 fertiggestellt und von António-Pedro Vasconcelos für dessen Produktionsfirma VO Filmes produziert, in Koproduktion mit dem öffentlich-rechtlichen portugiesischen Fernsehsender RTP und mit finanzieller Unterstützung der portugiesischen Filmförderung ICA und der Gulbenkian-Stiftung. Die Filmentwicklung und Bildbearbeitung fand in den Tóbis-Portuguesa-Studios statt, der Ton wurde in den portugiesischen Nacional-Filmes-Studios erstellt und in den französischen Billancourt-Studios abgemischt.
Zunächst als Dokumentarfilm geplant, versuchte der Regisseur hier nach eigener Aussage einen Film zwischen „didaktischem Dokumentarfilm und überwältigendem Melodram“ zu schaffen, sei also der Versuch eines „poetischen Films“ (Zitat des Regisseurs zum Produktionsprozess, 1980).
In Nebenrollen sind bekannte Schauspieler wie Isabel de Castro, João Perry und Isabel Ruth zu sehen, der Regisseur Manoel de Oliveira hat hier als Priester eine Rolle.

## Rezeption
Conversa Acabada feierte im Mai 1981 bei den Internationalen Filmfestspielen von Cannes 1981 seine Premiere, in Portugal wurde er das erste Mal am 18. September 1981 beim Filmfestival von Figueira da Foz gezeigt. Am 13. Mai 1982 startete er in den portugiesischen Kinos (Cinema São Jorge) und danach in Frankreich, im Pariser Action Republic. Der Film lief auf einigen weiteren internationalen Filmfestivals, darunter das London Film Festival, das International Film Festival Rotterdam und das Edinburgh International Film Festival. Er wurde dabei auch prämiert, so mit dem Prémio Glauber Rocha beim Filmfestival von Figueira da Foz und dem Großen Preis beim Filmfestival in Antwerpen. Die Cahiers du cinéma zählte den Film 1982 zu den besten Filmen des Jahres.
Zu 120. Geburtstag Pessoas erschien Conversa Acabada 2008 bei ZON Multimédia/Lusomundo in einer auf 1.000 Stück limitierten DVD-Edition mit Bonusmaterial und einem Begleitbuch.